# 世界探訪!空港物語 WONDER AIRPORT やしま・ミチコの空辞苑
「世界探訪!空港物語 WONDER AIRPORT やしま・ミチコの空辞苑」（せかいたんぼう!くうこうものがたり ワンダー エアポート やしま・ミチコのくうじえん）は、2011年4月2日から2013年3月30日までBS日テレで放映されていた空港、航空会社、都市を紹介するエンターテインメント番組である。

## 番組内容
世界初の「空港エンターテインメント番組」として毎週1回（2012年春までは2週に1回）、空港や航空会社、都市を様々な視点で紹介する番組である。
空港や航空会社を紹介する番組は多々あるが、大きな違いとして八嶋と清水のナレーションでBGM等を使って大げさにエスカレーター（エスカレーターのテーマ）や空港内の鉄道等の空港の設備や免税店等の施設、航空会社のサービスを紹介する点が「エンターテインメント番組」と呼ぶ点である。
海外の空港を題材としており基本的に日本国内の空港は紹介していない。但し搭乗風景等で成田国際空港のシーンや、第64回のサンタクロース来日の際中部国際空港のシーンが放映されたケースが有った。
通常のテレビ番組では踏み入る事が難しい入国審査のシーンや機内食工場、管制塔や航空機のコックピット、航空会社の本社や訓練センターなども紹介している。
番組が放送されていた2年間で計79の空港が紹介された。また、そのためのスタッフの総移動距離は121万7,725キロメートルであり、これは地球約30周分に相当する。

## 声の出演
- 八嶋智人（キャプテン）
- 清水ミチコ（パッセンジャー）

- 松本大（ナレーター）
- むたあきこ（ナレーター）

## 主要スタッフ
- ボイスオーバー : 俳協
- 構成 : 望月 佐一郎、竹西 亮（第1話-第51話・第53話-）
- ノンリニア編集 : 浜田 亮
- 音響効果 : 冨田 康
- 特別協力 : イカロス出版「月刊エアライン」編集部
- リサーチ : 浅井 康宏
- AD→制作進行 : 長谷川 藍子、萩原 萌子（第64話-）
- 広報 : 加藤 由貴子
- デスク : 佐藤 容子、岩元 裕子（降板）
- 演出 : 中川 早織、菅原 花子、児島 良周、畑中 義昭、石井 栄子、木村 敦、大谷 征史、水落 恵子（各話担当）
- プロデューサー : 菊池 武（BS日テレ）、根岸 耕平（オフィス・トゥー・ワン）
- 制作著作 : BS日テレ、オフィス・トゥー・ワン

## 放送日時
- 毎週土曜日　22時00分～22時54分　（2012年9月25日までは毎週火曜日の同時間帯）

## 放送リスト
- 番組ホームページも参照

## 紹介された航空会社
- ユナイテッド航空
- フロンティア航空
- ルフトハンザドイツ航空
- ジェットスター・アジア航空
- ロイヤルブルネイ航空
- アリタリア-イタリア航空
- カンタス航空
- チェコ航空
- エア タヒチ ヌイ
- エアタヒチ
- エミレーツ航空
- エアアラビア
- 南アフリカ航空

- エアリンク
- ANA
- ジェットブルー航空
- ハワイアン航空
- トルコ航空
- タイ国際航空
- ニュージーランド航空
- スイス インターナショナル エアラインズ
- ガルーダ・インドネシア航空
- アエロメヒコ航空
- デルタ航空
- アラスカ航空
- ウズベキスタン国営航空

- チャイナエアライン
- イベリア航空
- スリランカ航空
- フィンエアー
- アエロフロート・ロシア航空
- フリーダム航空
- ベトナム航空
- マレーシア航空
- 日本航空
- ネパール航空
- イエティ航空
- タラ航空
- フライビーフィンランド

- エア・カレドニア・インターナショナル
- アメリカン航空
- サウスウエスト航空
- ロイヤル・フライング・ドクター・サービス
- AIR ARCHIPELS
- スイスエアフォース
- ノーザンエアカーゴ
- Birds eye
- Bristow
- モルディビアンエアタクシー
- グナ航空
- AVIA CLUB NEPAL
- HELISUD

（全52社）

## 関連サイト
- 世界探訪!空港物語 WONDER AIRPORT やしま・ミチコの空辞苑

| BS日テレ 火曜 22:00 - 22:54                                                               | BS日テレ 火曜 22:00 - 22:54                                                       | BS日テレ 火曜 22:00 - 22:54                                                  |
| 前番組                                                                                    | 番組名                                                                            | 次番組                                                                       |
| ----------------------------------------------------------------------------------------- | --------------------------------------------------------------------------------- | ---------------------------------------------------------------------------- |
| トラベリックスIII 〜世界体感旅行〜（再放送） （2008.4.8 - 2011.3.29） 【土曜9時台に移動】 | 世界探訪!空港物語 WONDER AIRPORT やしま・ミチコの空辞苑 （2011.4.5 - 2012.9.25）  | 絶景・世界自然の謎 （2012.10.2 - ）                                          |
| BS日テレ 土曜 22:00 - 22:54                                                               |                                                                                   |                                                                              |
| 絶景・世界自然の謎 （2012.4.7 - 9.29） 【火曜22時台に移動】                               | 世界探訪!空港物語 WONDER AIRPORT やしま・ミチコの空辞苑 （2012.10.6 -2013.3.30 ） | おぎやはぎの愛車遍歴 NO CAR, NO LIFE! （2013.4.6 - ） 【水曜22時台から移動】 |